# Obytce
Obytce (en allemand : Obitz) est une commune du district de Klatovy, dans la région de Plzeň, en République tchèque. Sa population s'élevait à 218 habitants en 2021.

## Géographie
Le village d'Obytce se trouve à 7 km à l'est du centre de Klatovy, à 39 km au sud de Plzeň et à 108 km au sud-ouest de Prague.
La commune est limitée par Bolešiny au nord, par Myslovice au nord-est, par Klatovy au sud-est, par Mochtín au sud, et par Klatovy à l'ouest.

## Histoire
La première mention écrite de la localité date de 1227.

## Galerie

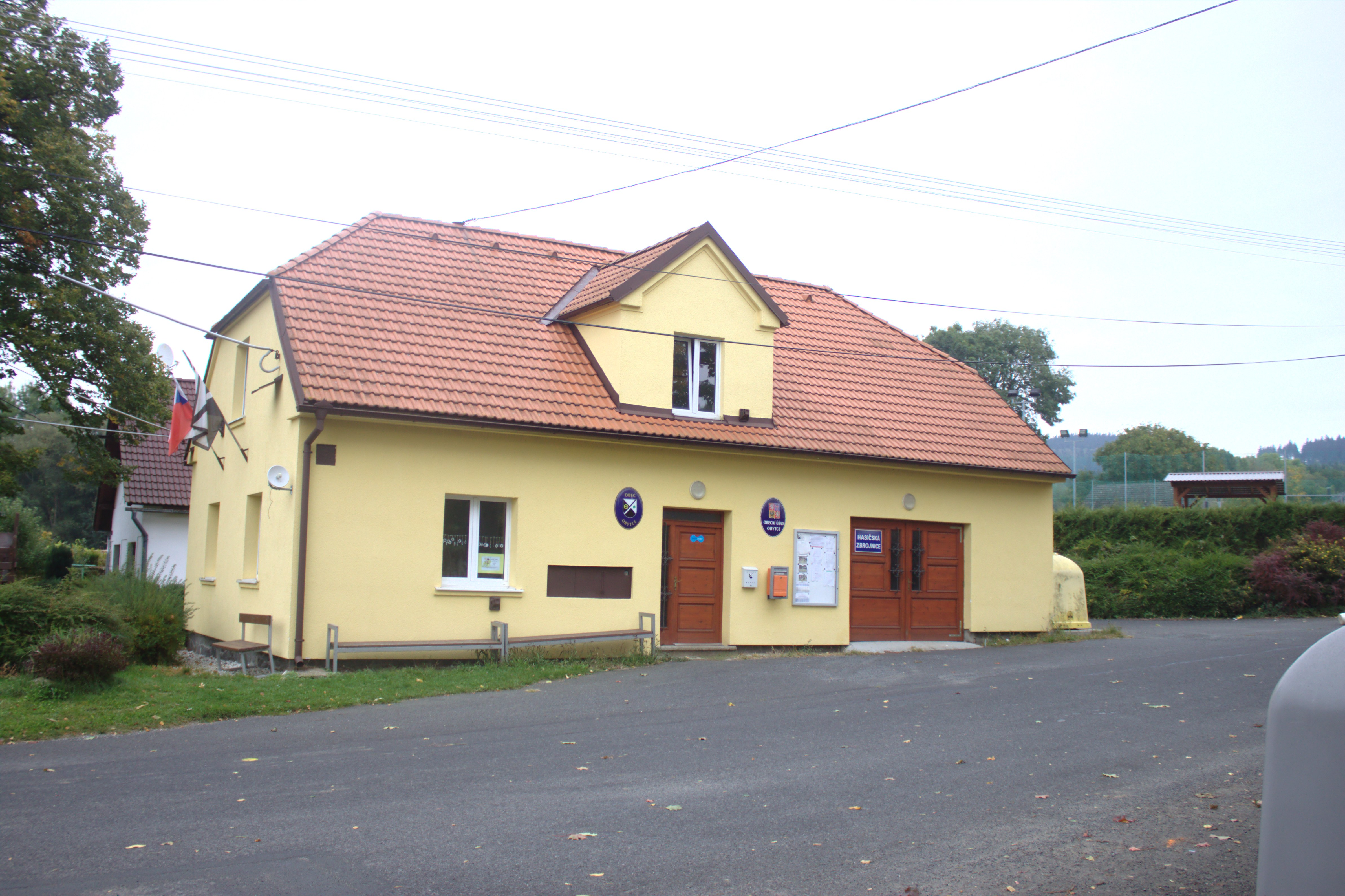
Obytce : la mairie.
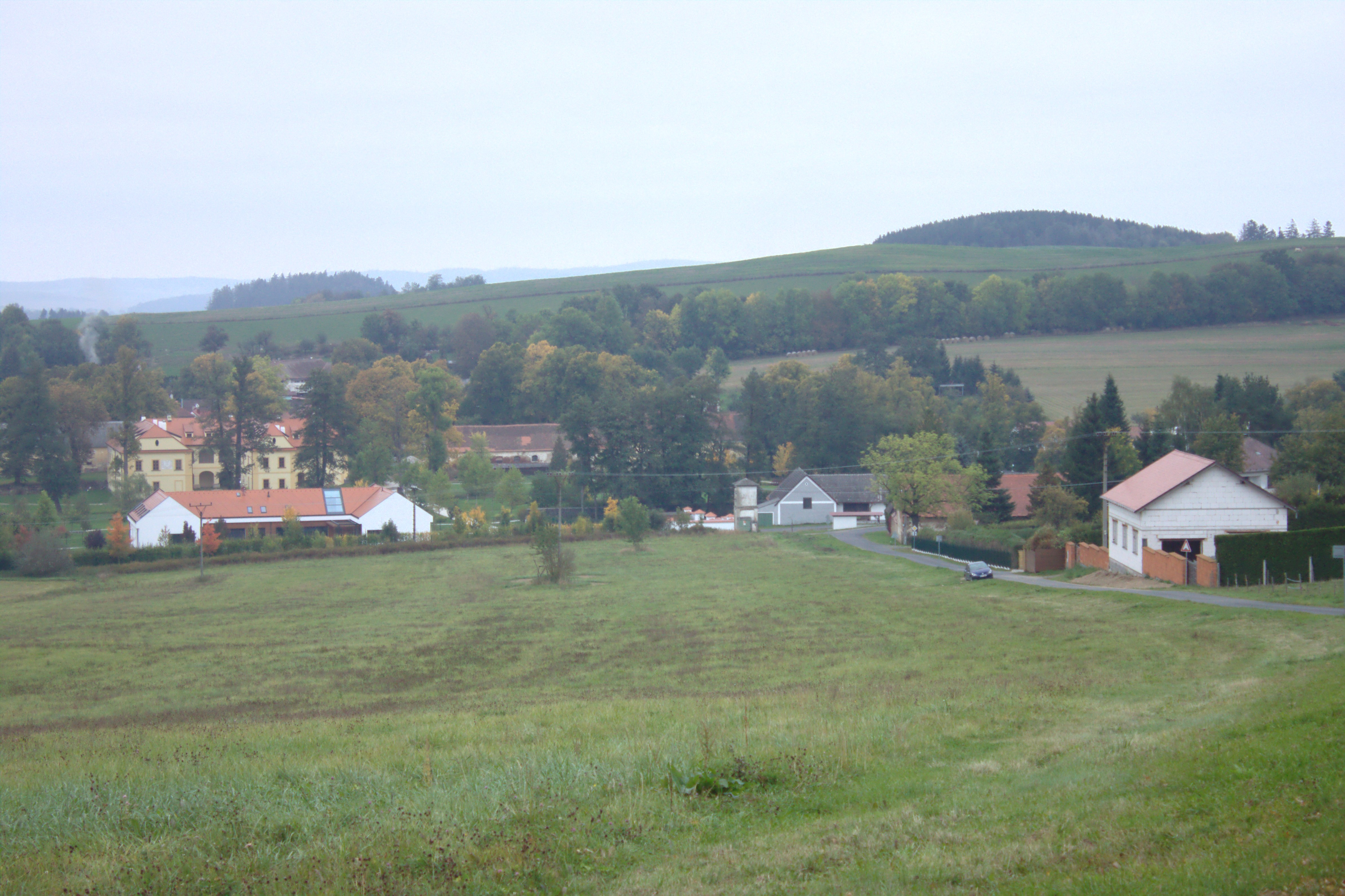
Obytce : vue générale.

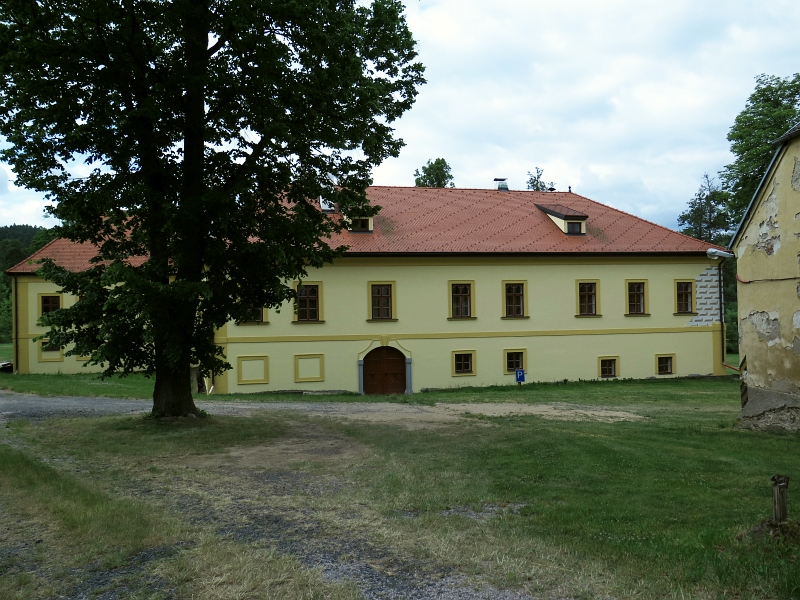
Château d'Obytce.
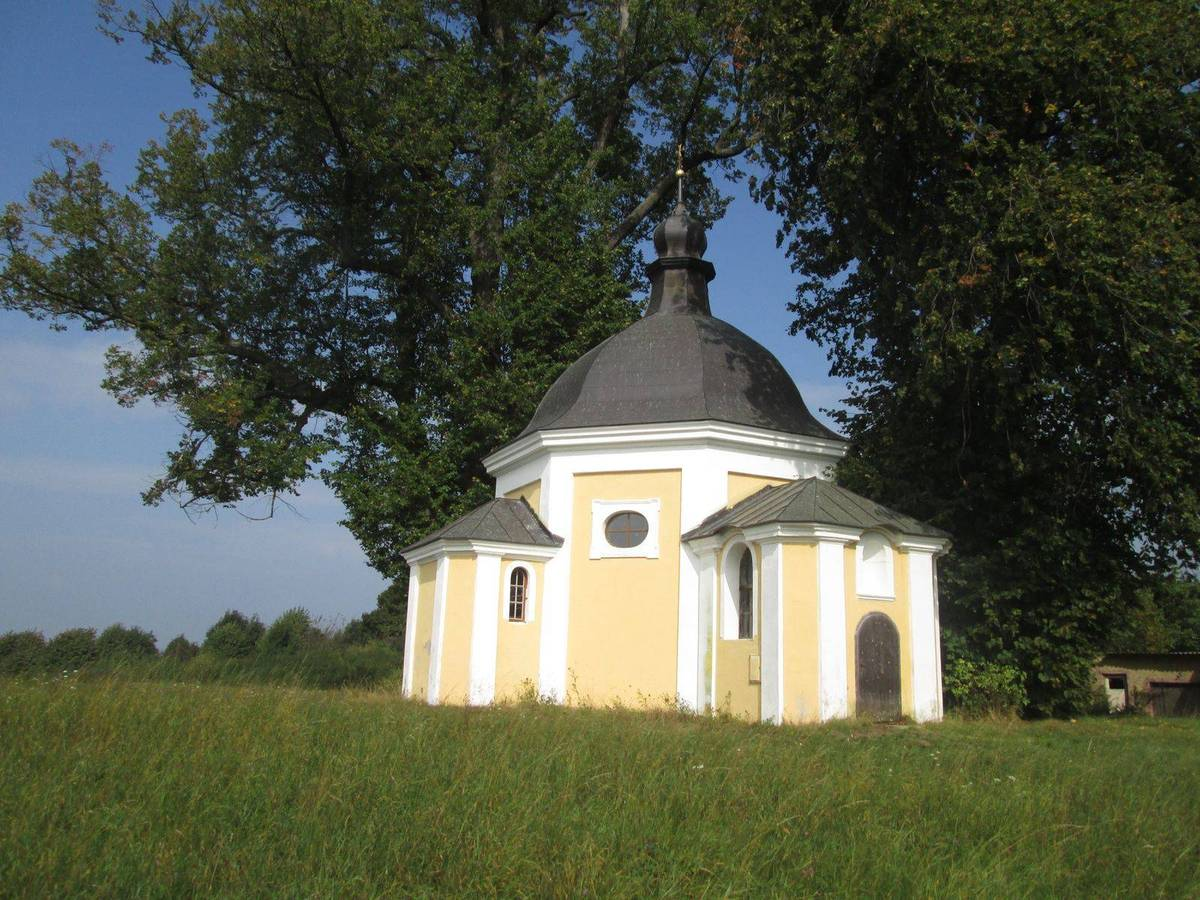
Chapelle Sainte-Barbara.

## Transports
Par la route, Obytce se trouve à 7 km de Klatovy, à 50 km de Plzeň et à 133 km de Prague.